# Oxyoppia antillensis
Oxyoppia antillensis är en kvalsterart som beskrevs av Sandór Mahunka 1998. Oxyoppia antillensis ingår i släktet Oxyoppia och familjen Oppiidae. Inga underarter finns listade i Catalogue of Life.